# 紅射毒眼鏡蛇
紅射毒眼鏡蛇（學名：Naja pallida）是蛇亞目眼鏡蛇科下的一個有毒蛇種，同時亦是少數的射毒眼鏡蛇之一，主要分布於非洲。其种加词“pallida ”意为“淡色的”。

## 特徵
紅射毒眼鏡蛇在遇到危機時，能透過毒牙尖端的細孔向敵人噴射出毒液，其射程甚至可達兩米之遙。牠們體長約有70至120公分長，體色則以紅色至灰色為主。另外，紅射毒眼鏡蛇的幼蛇階段時，頸部位置會有一條明顯的黑色斑紋。紅射毒眼鏡蛇屬於卵生蛇種，雌蛇每次能生產最多15枚蛇卵。
紅射毒眼鏡蛇是非洲一帶的常見蛇種，尤其在北非（包括尼羅河、索馬里、埃塞俄比亞、厄立特里亞等地區）更為廣泛分布。牠們會進食的很多種類的脊椎動物，當中包括青蛙。紅射毒眼鏡蛇是陸行性的，而且主要在晚間活動。牠們的毒性能令生物產生強烈的痛楚感覺，但很少會造成死亡。

## 分類學
從前紅射毒眼鏡蛇曾被分類為莫桑比克射毒眼鏡蛇（Naja mossambica）的亞種，當時學名為「Naja mossambica pallida」。但是現在牠已經成為了眼鏡蛇屬下的一個獨立品種。

## 備註
1. ↑  關於紅射毒眼鏡蛇 的存檔，存档日期2008-06-19.